# Transversal do Minho
A Transversal do Minho foi um caminho de ferro projectado em Portugal, que tinha como objectivo ligar Entre-os-Rios a Arcos de Valdevez. Nunca chegou a ser concretizado.

## História
O Decreto n.º 18:190, de 28 de Março de 1930, reorganizou a rede ferroviária portuguesa, com a introdução de vários projectos para novos troços e modificação dos já existentes. Uma das linhas classificadas foi a Transversal do Minho, em via estreita, que deveria ligar Entre-os-Rios a Arcos de Valdevez, passando por Penafiel, Lousada, Felgueiras, Vizela, Guimarães, Taipas, Braga, Amares, Vila Verde e Ponte da Barca. Em Crespos sairia o Ramal de Lanhoso, que se iria ligar no concelho de Póvoa de Lanhoso com a também projectada Linha do Ave, de Caniços a Arco de Baúlhe. A finalidade desta linha era fornecer uma via dorsal que unisse as vias férreas de via estreita na região do Minho, ligando-as aos portos de Viana do Castelo e Leixões.